# Suite PreCure
Suite PreCure♪ (яп. スイート プリキュア♪ суи:то пурикюа♪), или Suite Pretty Cure♪ — восьмая часть многосерийной серии Pretty Cure студии Toei Animation. Вышел после HeartCatch Precure!. Шел с февраля 2011 года по январь 2012 года. Также по сюжету сериала была выпущена манга и полнометражный фильм, рассказывающий о приключениях героинь в Стране Мажор.
В восьмом сезоне используется тема музыки, которая обыгрывается в именах главных героинь, превращениях и их атаках.

## Сюжет
В месте под названием Королевство Мажор мелодия счастья должна была играть, распространяя счастье по всему миру. Тем не менее, злой человек по имени Мефисто крадёт Легендарную Партитуру, с целью превратить её в мелодию скорби, распространяющую печаль по всей стране. Афродита, королева страны Мажор, рассеивает Легендарную Партитуру в человеческий мир и просит фею по имени Хамми найти ноты, чтобы восстановить мелодию счастья. Там Хамми встречает двух девочек, Хибики Ходзё и Канаде Минамино, которые должны стать Pretty Cure для того, чтобы восстановить недостающие ноты и защищать счастье каждого…

## Персонажи
Хибики Ходзё (яп. 北条 響 Хо:дзё: Хибики) / Кюа Мелоди (яп. キュアメロディ Кюа Мелоди)
Хибики 14 лет, она не сильна в учёбе, но она является лучшей в спорте. Она яркая девушка, немного недотёпа, но имеет сильное чувство справедливости, очень отзывчива. Несмотря на то, что её родители музыканты, она считает, что у неё нет таланта к музыке. Хибики любит сладкое, и однажды пробирается в клуб выпечки, чтобы своровать сладости. Там она встречает Канаде, которая сердится на неожиданную воришку. После встречи с Хамми девушки превращаются в Pretty Cure. Когда Хибики превращается в Кюа Мелоди, её волосы становятся более длинными и вьющимися, и меняются на ярко-розовые.
Сэйю: Ами Косимидзу
Канаде Минамино (яп. 南野 奏 Минамино Канадэ) / Кюа Ритм (яп. キュアリズム Kюа Ридзуму)
Подруга Хибики, 14-летняя Канаде не выделяется в спорте, но является одной из лучших учениц школы. Она хорошо готовит выпечку и мечтает в будущем открыть кондитерский магазин. В отличие от Хибики, Канаде добродушная и спокойная. Однако бывает чересчур упорной и отказывается признать, что она не права. Вместе с Хибики превращается в Pretty Cure Кюа Ритм. После превращения её волосы становятся намного длиннее, а цвет переходит в платиновый блонд.
Сэйю: Фумико Орикаса
Сирен (яп. セイレーン Сэйрэ:н) / Элен Курокава (яп. 黒川 エレン Курокава Эрэн) / Кюа Бит (яп. キュアビート Кюа Би:то)
Сирена изначально была кошкой и помощницей Мефисто. Хотя она родилась в Королевстве Мажор и дружила с Хамми, она стала ревновать, когда ту выбрали для исполнения ежегодной «Мелодии счастья». И тогда Мефисто попросил её стать своей правой рукой. Используя кулон на ожерелье, Сирена могла трансформироваться на Земле в 14-летнюю девушку — Эллен Курокава. Однако на Земле она теряет этот кулон, а следовательно, не может больше превратиться в кошку. Когда Мефисто пытается заставить Хамми исполнить мелодию печали, Эллен заступается за неё и отворачивается от своего хозяина, пытаясь освободить Фейри Тонов. Благодаря этому поступку Эллен превращается в Кюа Бит.
Сэйю: Мэгуми Тоёгути
Акко Сирабе (яп. 調辺 アコ Сирабэ Ако) / Кюа Мьюз (яп. キュアミューズ Кюа Мюдзу)
Акко девять лет, она учится в той же школе, что и младший брат Канаде, Сота. Она очень зрелая для своего возраста и холодна даже с пятиклассниками, в частности с Хибики и Канаде. В начале она маскируется таинственным воином, помогающим Pretty Сure во время битв, но отказывалась сотрудничать с ними. Потом она раскрывает себя как принцесса Королевства Мажор, дочь Мефисто и Афродиты. После того, как её отец пропал без вести, она убежала на Землю и стала обычным человеком, живя с дедушкой Отокичи. Когда Мефисто украл Легендарную Партитуру, Ако пробудилась как Кюа Мьюз.
Сэйю: Руми Окубо

### Прочие герои
Хамми (яп. ハミィ Хамии)
Хамми — фея мелодий из Королевства Мажор. Она должна была исполнить ежегодную «Мелодию счастья», ноты которой крадёт Мефисто. Она отправляется в человеческий мир, чтобы найти и собрать рассеянные ноты мелодии счастья, и встречает там Хибики и Канаде. Является близкой подругой Сирены, и даже после её предательства продолжает видеть в ней друга.
Сэйю: Котоно Мицуиси
Феи Мелодий (яп. フェアリートーン Фэйри: То:н)
Семь драгоценных камней, которые, как феи из Королевства Мажор, отправляются вместе в Хамми на Землю. Они дают воительницам Pretty Cure способность превращаться и атаковать врага, когда те вставляют Фей в Кюа Модули. Также отвечают за сбор рассеянных нот. Каждое из имён Фей Мелодий (кроме Кресендо Мелодии) основывается на нотах сольфеджио (до, ре, ми, фа, со, ля, си).
- Дори (яп. ドリー Дори:) — Розовый камень. Позволяет Хибики превращаться в Кюа Мелоди. При вставке в Кюа Модуль помогает видеть сладкие сны.
- Рери (яп. レリー Рери:) — Белый камень. Позволяет Канаде превращаться в Кюа Ритм. Вырабатывает волю того, кто вставляет его в Кюа Модуль.
- Мири (яп. ミリー Мири:) — Оранжевый камень. Позволяет Кюа Мелоди вызывать чудесный Бертье.
- Фари (яп. ファリー Фари:) — Жёлтый камень. Позволяет Кюа Ритм вызывать Фантастический Бертье.
- Сори (яп. ソリー Сори:) — Зелёный камень. Позволяет Кюа Бит вызывать Гитарный Род Любви.
- Лари (яп. ラリー Рари:) — Камень цвета воды. С его помощью Эллен может превращаться в Кюа Бит.
- Сири (яп. シリー Сири:) — Синий камень. Только Кюа Мьюз использует его для атаки, но редко.
- Додори (яп. ドドリー Додори:) — Фиолетовый камень. Позволяет Акко превращаться в Кюа Мьюз. Его происхождение неизвестно.

Сэйю: Маю Кудо
Кресендо Мелодия (яп. クレッシェンドトーン Курэсэндо То:н)
Большой золотой камень, отвечающий за создание всех звуков в мире. С его помощью Pretty Cure получают новую силу.
Сэйю: Кумико Нисихара
Афродита (яп. アフロディテ Афуродитэ)
Мудрая и доброжелательная королева Страны Мажор и мать Акко. Она проводит каждый год исполнение мелодии счастья и молится за мир для всех миров, но вынуждена разбросать ноты, чтобы защитить их от Мефисто. Она просит Хамми и Фей Мелодий отправиться в мир людей, чтобы собрать рассеянные ноты.
Сэйю: Норико Хидака
Отокити Сирабе (яп. 調辺 音吉 Сирабэ Отокити)
Таинственный и эксцентричный человек, играющий на органе. Он приходит и уходит, как призрак. Однажды выясняется, что он является отцом Афродиты и следил за действиями Pretty Cure и их врагов. Он любит свою внучку Акко. Работает на органе, который может помогать пробуждению святой силы.
Сэйю: Кэйити Сонобэ
Мефисто (яп. メフィスト Мэфисуто)
Мефисто является довольно детским и впечатлительным правителем. Вначале он хочет переделать мелодию счастья в мелодию печали, чтобы все миры ощутили трагическую сторону жизни. Ближе к концу выясняется, что он стал жертвой Нойза, попав в засаду, когда отправился в проклятый лес для исцеления. Акко удаётся победить зло в сердце отца и вернуть его в нормальное состояние.
Сэйю: Кэнъю Хориути
Трио Минор (яп. トリオ・ザ・マイナー Торио Дза Маина:)
Верные слуги Мефисто. Хотя служат одному хозяину, они часто ссорятся между собой о том, кто может стать лидером.
Бассдрум (яп. バスドラ Басудора)
Бас «Трио Минор», который поёт в глубокий, громкий голос. Он является старшим и постоянно утверждает об этом, когда заявляет о себе в качестве лидера.
Сэйю: Оно Ацуси
Баритон (яп. バリトン Баритон)
Баритон «Трио Минор». Он самый хладнокровный, но нарцисстный. После того, как его полномочия возросли, получает сверхчеловеческий взгляд, используемый для телекинеза.
Сэйю: Юхэй Обаёси
Фальцет (яп. ファルセット Фарусэтто)
Тенор «Трио Минор», который поёт в высокой тональности о очень фальшивит. После того, как Мефисто исцеляется от заклятия, становится последователем Нойза.
Сэйю: Тору Нара
Негатон (яп. ネガトーン Нэгато:н)
Монстр из серии Suite Precure. Создаëтся, когда рассеянные ноты подвергаются мелодии печали, в сочетании с рядом элементов, чтобы сформировать монстра, который распространяет вокруг себя мелодию печали, доводя людей до отчаяния. После поражения от Pretty Cure принимают исходную форму.
Нойз (яп. ノイズ Ноидзу)
Самый мощный злодей. Он привёл Мефисто ко злу, благодаря способности гипноза с помощью пения. Отокити когда-то запечатал Нойза, однако Фальцет попытался вернуть его к жизни, играя мелодию скорби, чтобы черпать энергию людей, слушавших её. Благодаря этой энергии Нойз воскресает и превращается в птицу Акко, чтобы подобраться к Pretty Cure и украсть их ноты.
Сэйю: Рюсэй Накао
Дан Ходзё (яп. 北条 団 Хо:дзё: Дан)
Отец Хибики, учитель музыки частной Академии Ария и консультант клубного оркестра. Он иногда говорит немецкие поговорки, которые часто пугают его окружающих.
Сэйю: Дан Томоюки
Мария Ходзё (яп. 北条 まりあ Хо:дзё: Мариа)
Мать Хибики, известная скрипачка, постоянно находится за рубежом, иногда разговаривает с Хибики через Интернет. Она красива и уверена в себе, что делает её популярной среди молодых людей.
Сэйю: Сацуки Юкино
Соуске Минамино (яп. 南野 奏介 Минамино Со:сукэ)
Отец Канаде, владелец кондитерского магазина «Счастливая ложка». Он принимает активное участие в разработке рецептов.
Сэйю: Тору Окава
Мисора Минамино (яп. 南野 美空 Минамино Мисора)
Мать Канаде, постоянный клиент «Счастливой ложки». Она и её супруг все время заигрывают друг с другом при посторонних.
Сэйю: Юка Имаи
Соута Минамино (яп. 南野 奏太 Минамино Со:та)
Младший брат Канаде, одноклассник Акко. Он помогает в «Счастливой ложке», но порой озорничает и провоцирует сестру на ссору. Он дружит с Акко и поддерживает её.
Сэйю: Юмико Кобаяси
Масамуне Одзи (яп. 王子 正宗 О:дзи Масамунэ)
Студент третьего курса частной Академии Ария, руководитель клубного оркестра. Очень популярен среди девочек, в частности Канаде, которая влюблена в него.
Сэйю: Насафуми Ода
Сейка Хигасияма (яп. 東山 聖歌 Хигасияма Сэйка)
Студентка третьего курса частной Академии Ария, руководитель Клуба Сладости. Лучше всех выпекает сладости, из-за чего получила прозвище «Принцесса сладости».
Сэйю: Ёко Нисино
Ваон Нисидзима (яп. 西島 和音 Нисидзима Ваон)
Студентка второго курса частной Академии Ария, одноклассница Хибики и Канаде, а также партнёр Хибики во всех спортивных клубах. У неё голубые глаза и короткие синие волосы. Всегда бурно реагирует на вызов Хибики.
Сэйю: Юко Гибу

### Герои из полнометражных мультфильмов
Персонажами из полнометражного мультфильма Pretty Cure All Stars DX 3: Mirai ni Todoke! Sekai wo Tsunagu☆Niji-Iro no Hana являются главные злодеи из полнометражных мультфильмов, которых объединил один новый злодей.
Блэк Хоул (яп. ブラックホール Бурэкку Хо:ру)
Существо, находящееся в хаосе и мечтающее поглотить весь мир. Отвечает за создание Фьюджена и Боттома.
Сэйю: Коити Ямадэра
Персонажи из полнометражного мультфильма «Suite PreCure♪ The Movie: Take it Back! The Miraculous Melody that Connects Hearts».
Судзу (яп. スズ Судзу)
Школьная подруга Акко из Королевства Мажор. Была единственной жительницей Страны Мажор, не превратившейся в камень. Была сердита на Афродиту, но узнав, что под её личностью скрывался Ховлинг, объединяется с Кюа Мелодией.
Сэйю: Оми Минами
Трио Мажор (яп. メイジャー3 Мэйдзя: Сури:)
Шарп (яп. シャープ Ся:пу)
Сэйю: Коити Тотика
Флэт (яп. フラット Фуратто)
Сэйю: Мицуаки Мадоно
Натурал (яп. ナチュラル Натюрару)
Сэйю: Дзюнъити Канэмару
Ховлинг (яп. ハウリング Хаурингу)
Слуга Нойза, который пытается остановить Pretty Cure и помочь в возрождении Нойза. Он притворяется Афродитой, чтобы украсть всю музыку в Королевстве Мажор.
Сэйю: Тэссё Гэнда

## Медиа

### Аниме
Анимационный телесериал начал трансляцию на каналах Asahi и TV Asahi 6 февраля 2011 года, заменив  HeartCatch PreCure!. Для первых 23 серий звучала открывающая композиция "La♪ La♪ La♪ Suite PreCure♪" (яп. ラ♪ラ♪ラ♪スイートプリキュア♪ Ра♪ Ра♪ Ра♪ Суи:то Пурикюа♪), исполненная Маю Кудо, а заканчивалась «Wonderful↑ Powerful↑ Music!!» (яп. ワンダフル↑パワフル↑ミュージック!!  Вандафуру↑ Павафуру↑ Мю:дзикку!!) в исполнении Ая Икэда. С 24 по 48 серию в открывающей заставке звучала новая версия «La♪ La♪ La♪ Suite PreCure♪ {\displaystyle \infty }Unlimited{\displaystyle \infty } ver.» (яп. ラ♪ラ♪ラ♪スイートプリキュア♪～∞UNLIMITED∞　ver～ Ра♪ Ра♪ Ра♪ Суи:то Пурикюа♪ {\displaystyle \infty }Unlimited{\displaystyle \infty } ver.), в то время как на закрывающую заставку поставили песню «#Rainbow of Hope#» (яп. #キボウレインボウ# #Кибо: Рэинбо:#).

### Манга
Адаптация сериала в виде манги под руководством Футаго Камакиты начала выпускаться издательством Kodansha'и Nakayoshi в магазинах с марта 2011 по февраль 2012 года.

### Фильмы
Фильм, основанный на серии Suite PreCure Suite Precure♪ The Movie: Take it back! The Miraculous Melody that Connects Hearts (яп. 映画 スイートプリキュア♪ とりもどせ! 心がつなぐ奇跡のメロディ♪ Эйга Суи:то ПуриКюа♪: Торимодосэ! Кокоро га Цунагу Кисэки но Мэроди!), был выпущен в японских кинотеатрах 29 октября 2011 года.
Героини сериала также появляются в фильме из серии Pretty Cure All Stars Pretty Cure All Stars DX3: Deliver the Future! The Rainbow~Colored Flower That Connects the World! (яп. プリキュアオールスターズDX3 未来にとどけ！世界をつなぐ☆虹色の花 О:ру Сута:дзу Дираккусу Сури: : Мирай ни Тодокэ! Сэкай о Цунагу ☆ Нидзи~Иро но Хана!) (вышел 19 марта 2011 года) и Pretty Cure All Stars DX: 3D Theatre (яп. プリキュアオールスターズDX 3Dシアター ПуриКюа О:ру Сута:дзу Дираккусу : Сури: Ди: Сиата:) (вышел 5 августа 2011 года).

### Домашнее видео
Помимо выхода отдельных DVD-релизов, Suite PreCure вышел в эксклюзивном формате BluRay, бокс-релизе Marvelous AQL и TC Entertainment (Группа компании Tokyo Broadcasting System Holdings и Mainichi Broadcasting System или Chubu-Nippon Broadcasting). Первый бокс-сет в BluRay был выпущен 28 октября 2011 года и включал в себя первые 12 серий аниме. Второй был выпущен 24 февраля 2012 года, а третий — 27 апреля 2012 года.
В версии BluRay серии показаны с высокой чёткостью, а также зафиксированы и удалены несколько ошибок, присутствующих в версии телевизионного вещания.

### Саундтрек
Сериал состоит из музыки композитора Ясухару Таканаси. Первый официальный саундтрек называется PreCure Sound Fantasia, который включает в себя тридцать шесть песен из первой половины аниме. Второй саундтрек, PreCure Sound Symphonia, включает двадцать восемь песен из второй половины. Кроме того, есть три вокальных альбома, исполненных актрисами и певицами из данного аниме.

### Видеоигры
Был создан также программный продукт, Suite PreCure♪: Happy Oshare Harmony☆ (яп. スイートプリキュア♪ハッピーおしゃれハーモニー☆ Суи:то ПуриКюа♪: Хаппи: Осярэ Ха:мони:) , который был выпущен Bandai для Sega Beena 26 мая 2011 года. Видеоигра Suite PreCure♪: Melody Collection (яп. スイートプリキュア♪メロディコレクション Суи:то ПуриКюа : Мэроди Корэкусён), созданная Bandai для платформы Nintendo DS, вышла в Японии 25 августа 2011 года.